# گمینا پروشتسه
گمینا پروشتسه (به لهستانی:  Gmina Prusice) یک گمینا در لهستان است که در شهرستان چبنیکا واقع شده‌است. گمینا پروشتسه ۱۵۸٫۰۲ کیلومتر مربع مساحت و ۹٬۱۶۴ نفر جمعیت دارد.